# جاك بوند (مخرج)
جاك بوند (بالإنجليزية: Jack Bond)‏ هو منتج أفلام ومخرج بريطاني، ولد في 1939 في المملكة المتحدة.

## وصلات خارجية
- جاك بوند على موقع IMDb (الإنجليزية)
- جاك بوند على موقع ميوزك برينز (الإنجليزية)
- جاك بوند على موقع أول موفي (الإنجليزية)
- جاك بوند على موقع قاعدة بيانات الفيلم (الإنجليزية)
- جاك بوند على موقع كينوبويسك (الروسية)